# San Juan de Palamós (Gerona)
San Juan de Palamós es un barrio del municipio de Palamós, perteneciente a la provincia de Gerona, en la comunidad autónoma de Cataluña.

## Historia
Hacia mediados del siglo XIX, el lugar, por entonces con ayuntamiento propio, tenía contabilizada una población de 820 habitantes. Aparece descrito en el decimotercer volumen del Diccionario geográfico-estadístico-histórico de España y sus posesiones de Ultramar de Pascual Madoz con las siguientes palabras:

SANTA EUGENIA DE VILARROMÁ , vulgo SAN JUAN DE PALAMOS: l. con áyunt. en la prov. y dióc. de Gerona (6 leg.), part. jud. de La Bisbal (2), aud. terr., c. g. de Barcelona (14). sit. al pie de una colina; le combaten con frecuencia los vientos del N. y S.; las enfermedades comunes son catarrales y fiebres intermitentes: Tiene 220 casas una igl. par. (Sta. Eugenia), de la que es aneja la capilla de la virgen de Belloch, y otra titulada de la Piedad; se halla servida por un cura de primer ascenso, de provision real y ordinaria. El térm. confina N. Vallobrega; E. y S. Palamos, y O. Calonge; en él se hallan las 2 citadas capillas anejas. El terreno es de mediana calidad; el poco monte que tiene está cultivado y plantado de viñedo y olivar; la riera de San Juan le fertiliza y aun lo inunda en sus avenidas. Los caminos son locales de herradura. El correo se recibe de Palamos. prod.: cereales, vino, aceite, ajos y cebollas muy buenas; cria ganado lanar y vacuno; caza de conejos, perdices y liebres, y pesca del már. ind.: 3 molinos de harina. pobl.: 164 véc., 820 alm. cap., prod. : 6.567,600. rs. imp.: 164,190.
(Madoz, 1849, p. 754)

El municipio de San Juan de Palamós desapareció de cara al censo de España de 1950, al incorporarse al de Palamós el 10 de abril de 1942.

## Demografía
| Gráfica de evolución demográfica de San Juan de Palamós entre 1842 y 1940 |
| |
| Población de derecho según los censos de población del INE Población de hecho según los censos de población del INEEntre el censo de 1950 y el anterior, este municipio desaparece porque se integra en el municipio Palamós |